# 為了你我的自由

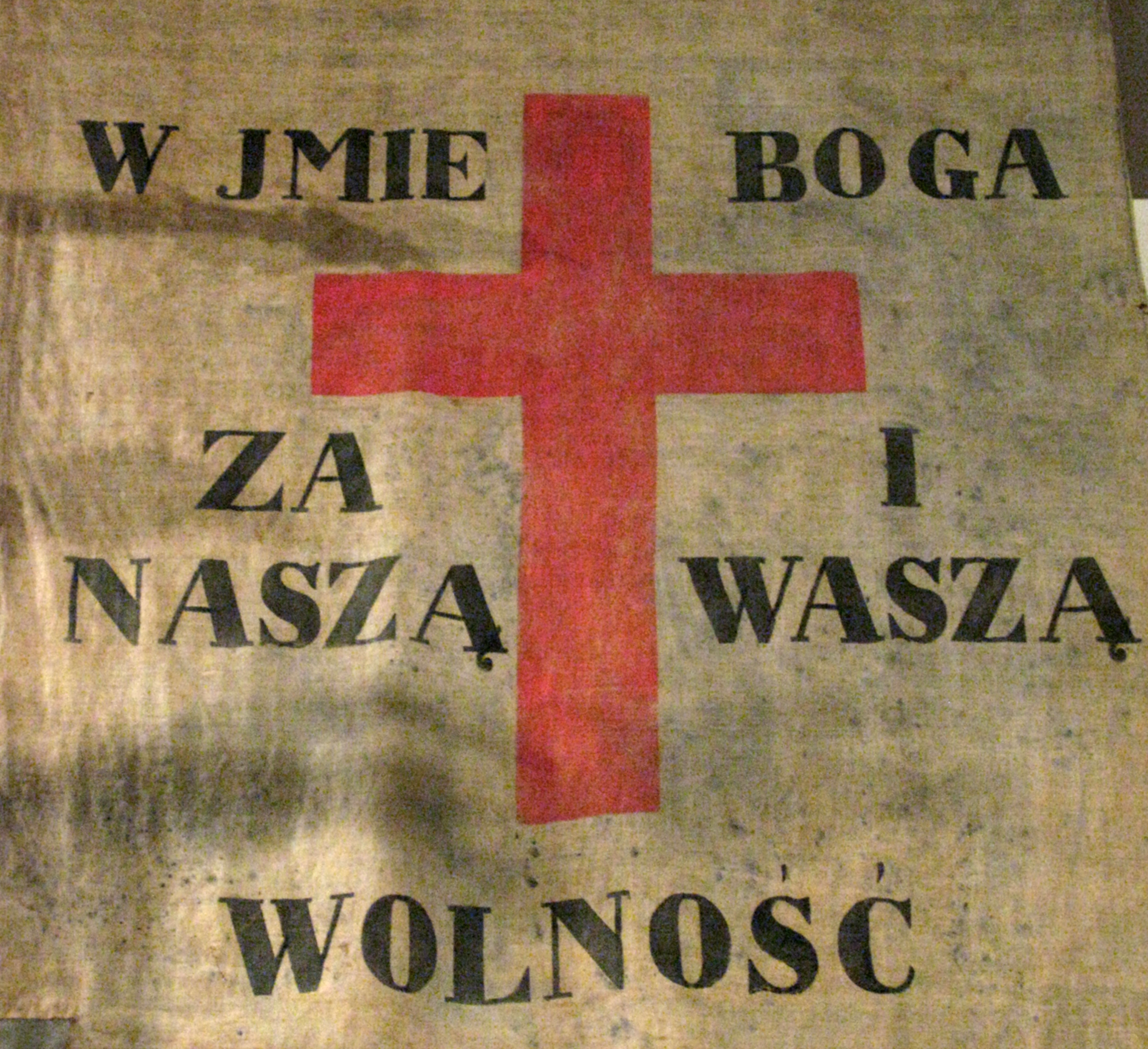
1831年一月起義中使用的格言旗幟

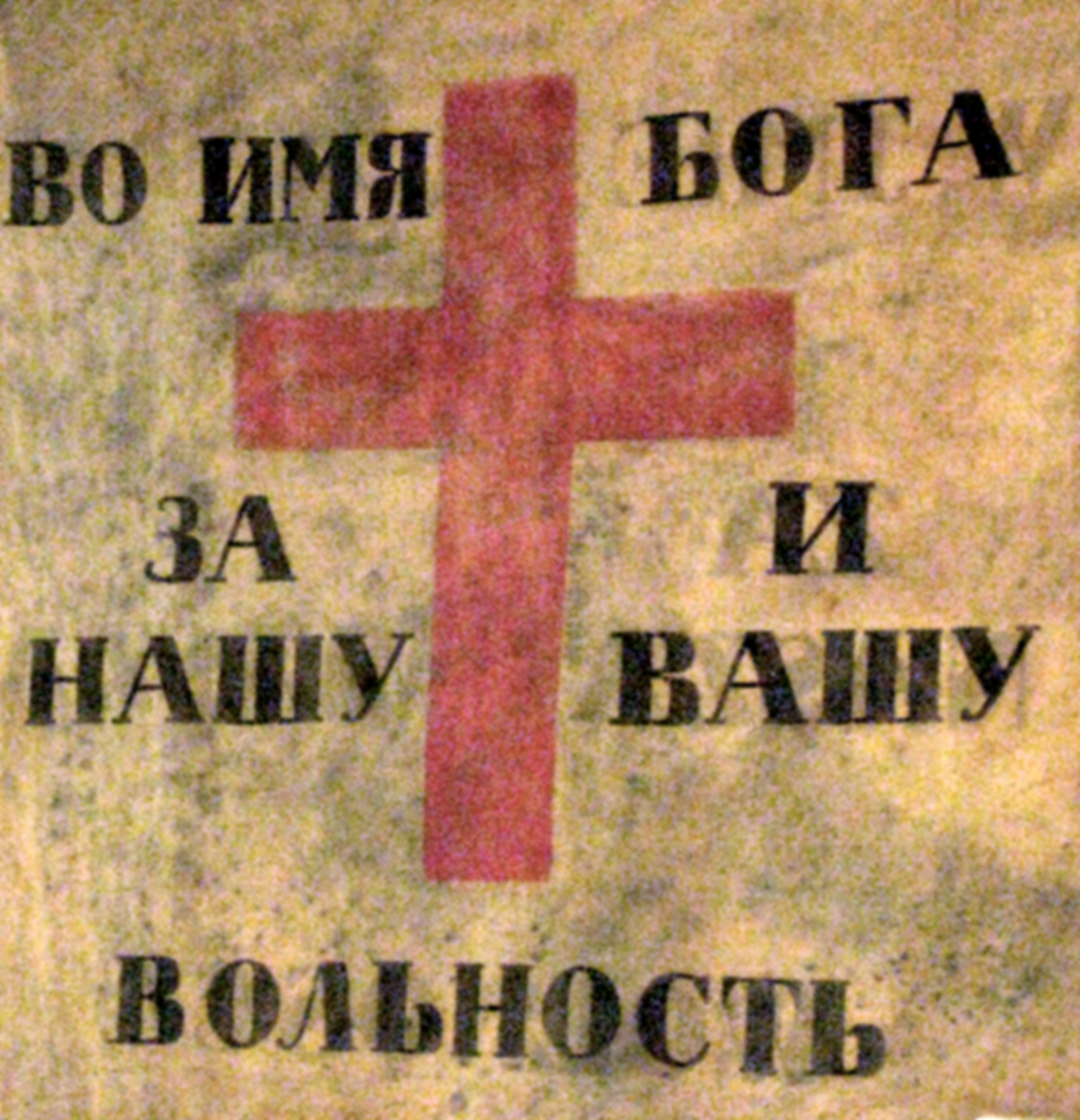
西里爾文字版本

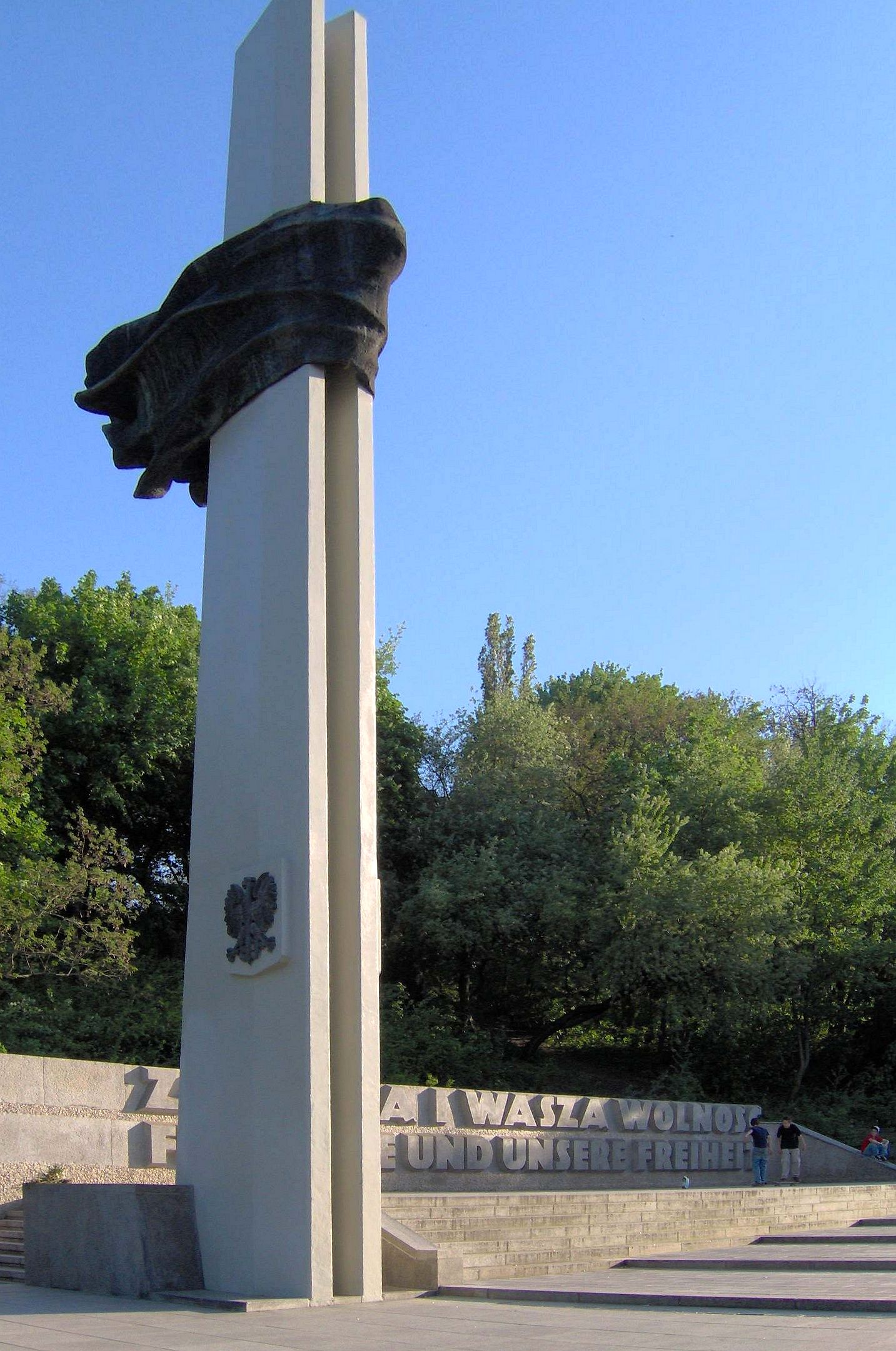
對1939-45年反法西斯的德國人和波蘭戰士的紀念碑

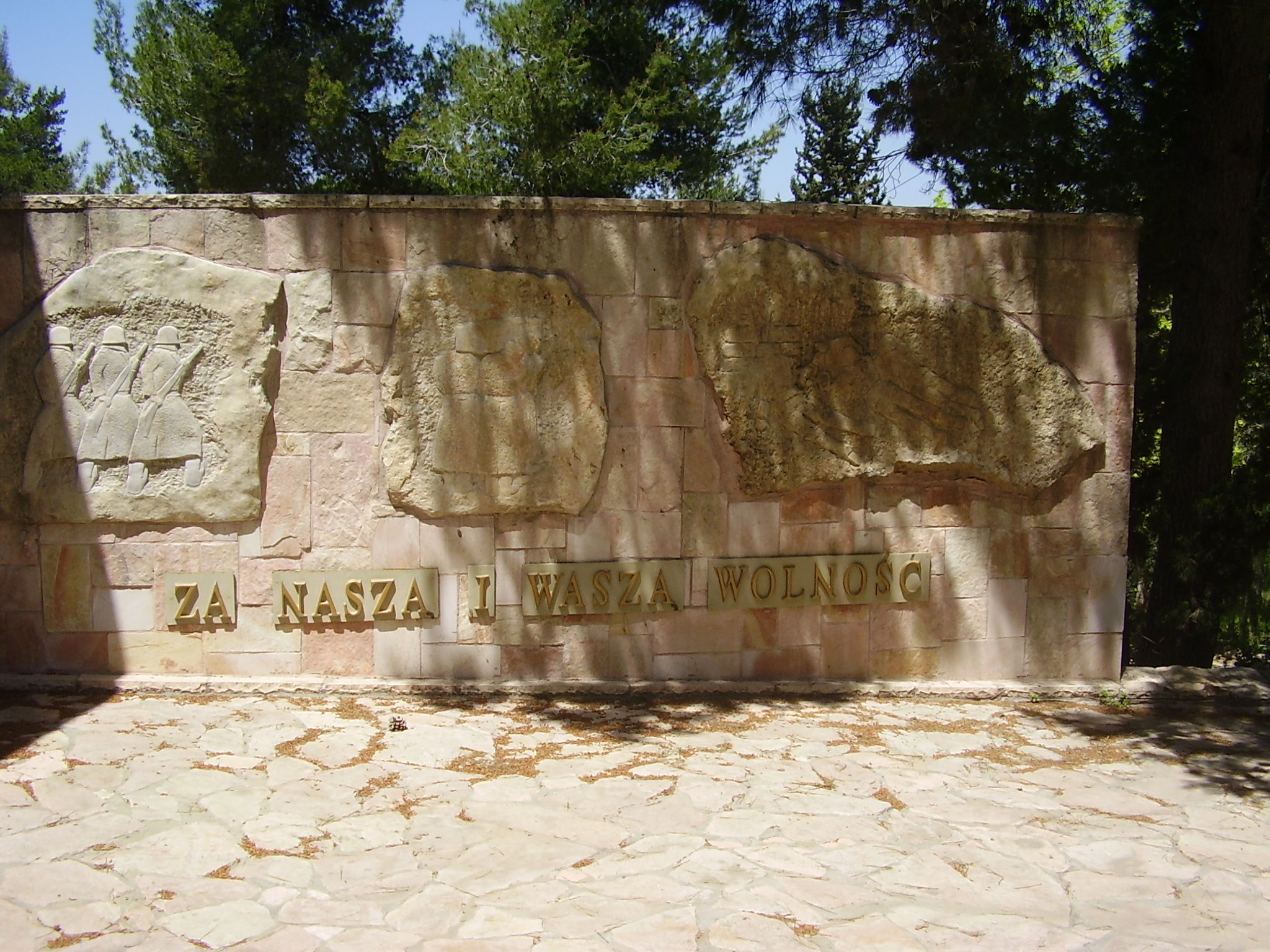
鐫刻於耶路撒冷的紀念碑上的「為了你我的自由」，該紀念碑是為了紀念1939-45年間反抗納粹的波蘭猶太戰士

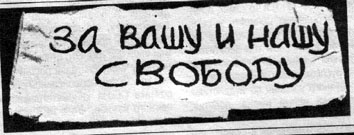
1968年紅場示威的標語

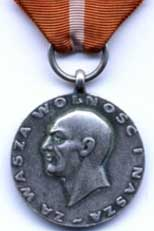
為了你我的自由獎章

「為了你我的自由」（波蘭語：Za naszą i waszą wolność）是波蘭的非官方格言之一。波蘭被鄰國瓜分後，波蘭士兵流散世界各地、參與各種獨立運動，在這樣的時代背景下，「為了你我的自由」格言應運而生。該格言於1831年1月25日在華沙舉行的紀念十二月黨人起義示威遊行中首次出現，作者可能是約阿希姆·萊萊韋爾。最初版本使用波蘭文和俄文兩種文字書寫，旨在強調「十二月黨人的勝利，就是波蘭的自由」。隨著時間推移，這句格言越來越精簡；原始版本為：「以上帝之名，為了你我的自由」（波蘭語：W imię Boga za Naszą i Waszą Wolność）。原版格言如今收藏在波蘭首都華沙的波蘭軍隊博物館中。

## 歷史
18世紀，波蘭人不只為波蘭戰鬥，也流散世界各地，參與各地獨立運動，展現「為了你我的自由」格言精神；知名案例如塔德烏什·柯斯丘什科和卡齊米日·普瓦斯基，他們都曾參與美國獨立戰爭，和大陸軍並肩作戰。柯斯丘什科從美國返回波蘭後，率軍對抗俄羅斯帝國入侵及三國瓜分波蘭（俄羅斯、普魯士與奧地利帝國聯手瓜分波蘭領土）；普瓦斯基赴美參戰前就曾率領波蘭貴族發動起義，反抗俄國統治，並在1779年於薩凡納圍城戰對抗英軍時陣亡。「為了你我的自由」格言很快就傳遍波蘭，成為1863年一月起義的主要口號之一；當時這句格言是團結的象徵：波蘭的勝利也意味著俄羅斯人民的自由，起義不是針對俄羅斯民族，而是針對專制的沙皇政權。一月起義失敗後，流亡世界各地的波蘭人組成各種軍事單位，廣為使用這句格言。例如，約瑟夫·貝姆的部隊參戰1848年匈牙利革命期間，以及民族之春時有波蘭人參戰之處，都看得到這句格言，以波蘭文和匈牙利文雙語書寫。

## 後世應用
第二次世界大戰期間，猶太戰鬥組織會員團體崩得發動華沙猶太區起義時，使用了這句格言。冷戰時期，蘇聯異議人士於1968年8月25日在莫斯科紅場發動示威行動，聲援布拉格之春，也使用「為了你我的自由」這句格言。從此，蘇聯異議人士便流行使用這句格言。甚至到了21世紀，2008年8月24日、2013年8月25日的紅場示威中也還在使用它（兩場示威皆遭受俄國警方鎮壓）。
當代政治人物演講時也常引用這句格言。例如美國前總統喬治·沃克·布希針對波蘭軍隊參與伊拉克戰爭一事發表演講時，便引用了這句格言。

## 外部連結
- 维基共享资源上的相關多媒體資源：為了你我的自由